# ميللى بيركنز
ميللى بيركنز (بالإنجليزية: Millie Perkins)‏ هي عارضة وممثلة أمريكية، ولدت في 12 مايو 1938 في الولايات المتحدة. بدأت مشوارها المهني سنة 1959.

## أعمال

### أفلام
- (1959) يوميات آن فرانك
- (1987) وول ستريت[3]

## وصلات خارجية
- ميللى بيركنز على موقع IMDb (الإنجليزية)
- ميللى بيركنز على موقع الموسوعة البريطانية (الإنجليزية)
- ميللى بيركنز على موقع ألو سيني (الفرنسية)
- ميللى بيركنز على موقع أول موفي (الإنجليزية)
- ميللى بيركنز على موقع قاعدة بيانات الأفلام السويدية (السويدية)
- ميللى بيركنز على موقع إن إن دي بي (الإنجليزية)
- ميللى بيركنز على موقع قاعدة بيانات الفيلم (الإنجليزية)
- ميللى بيركنز على موقع كينوبويسك (الروسية)